# Amaral Ferrador
Amaral Ferrador es un municipio brasileño del estado de Río Grande del Sur.

## Ubicación
Se encuentra ubicado a una latitud de 30º52'42" Sur y una longitud de 52º15'27" Oeste, estando a una altitud de 140 metros sobre el nivel del mar. Su población estimada para el año 2004 era de 5.649 habitantes. 
Ocupa una superficie de 506,68 km². El municipio se encuentra a orillas del río Camacuã.